# Deshidroepiandrosterona
La deshidroepiandrosterona (DHEA), también denominada por anglicismo como dehidroepiandrosterona, es una prohormona endógena secretada por las glándulas suprarrenales (zona reticular). Es un precursor de los andrógenos y estrógenos. DHEA es también un potente ligando del receptor sigma-1.

## Características
La secreción de la deshidroepiandrosterona (DHEA) y de su éster sulfatado, el sulfato de deshidroepiandrosterona (DHEAS) disminuye paulatinamente con la edad.

## Usos
Se han demostrado los efectos benéficos en el tratamiento del lupus eritematoso sistémico, Es por este hecho de existir estudios que demuestran su beneficio en el control del peso corporal y en los índices de colesterol, que la comunidad científica ha llegado a una conclusión definitiva y es recomendarlo en el tratamiento . Algunos estudios también sugieren una posible actividad antifibrótica.